# Patricia Skinner
Patricia Skinner (sinh ngày 12 tháng 5 năm 1930) là một cựu kiếm sĩ. Bà đã tham gia cuộc thi foil cá nhân của phụ nữ tại Thế vận hội Mùa hè 1964 đại diện cho miền Bắc Rhodesia.